# Praha-Kolovraty
Praha-Kolovraty egy csehországi vasútállomás, Prágában.

## Megközelítés helyi közlekedéssel
- Busz:  226, 227
- Vonat:   S9

## Vasútvonalak
Az állomást az alábbi vasútvonalak érintik:
- Prága–Benešov u Prahy-vasútvonal

## Szomszédos állomások
A vasútállomáshoz az alábbi állomások vannak a legközelebb:
- Praha-Uhříněves
- Říčany